# 赤池優
赤池 優（あかいけ ゆう、10月18日生）は、日本の声楽家。ソプラノ歌手。熊本県熊本市出身。東京藝術大学音楽学部声楽科卒業。日本声楽アカデミー会員。日本声楽家協会 声楽講師。2018年から平成音楽大学講師。2025年4月から平成音楽大学教授。

## 来歴
- 熊本県熊本市で企業経営する赤池家の次女として生まれる[1]。
- 熊本大学教育学部附属小学校、熊本大学教育学部附属中学校卒業。
- 私立真和高等学校卒業。[2]
- 弁護士の祖父の影響で弁護士志望だったが、高校在学中に指導者の勧めにより声楽のレッスンを受けるようになる。
- 東京芸術大学音楽学部声楽科に合格し、卒業。声楽家の道を選ぶ。
- ウィーンへ数回に分けて留学。ドイツ歌曲に惹かれ、レパートリーに取り入れる。

## 主要公演
- 大きなオペラ・カンパニーに所属せず、主に独自のオペラ・オペレッタ公演やコンサートに出演・演奏をしている。
- なかでも、2017年には公演23回目を迎えた新宿オペレッタ劇場[3]、同じく10年目を迎えるオペラ「魔笛」[4]の主役などを続けて務めている。
- オペラ公演では『魔笛』パミーナ、『カヴァレリア・ルスティカーナ』ローラ、『ラ・ボエーム』ムゼッタ、オペレッタ公演では『こうもり』アデーレなど、美人役を務める機会が非常に多い。
- 2016年熊本地震の発生後は同郷の音楽家たちとともにチャリティーコンサートに無償で出演[5]。募金は被災地に届けられている。
- また、ユニットでLes Muses、Eternal Refinedなどのタイトルの公演を定期的に開催。
- プライベートコンサート（招待客のみ）多数。
- 東京レディース・シンガーズのメンバーとしてもコンサート、CD録音やテレビ出演を継続的にしている。
- ファッションブランドのジュネビビアン ミニコンサート＆ドレスショーを毎年数回、首都圏で実施。
- 2017年からは医療法人での音楽療法のコンサートにも参加。
- 紳士淑女がカップルで楽しめる大人のためのコンサートイベントを主催。

## メディアへの露出
- 東京レディース・シンガーズのメンバーとしてテレビ出演多数
- 2008年公開のアニメ映画『名探偵コナン 戦慄の楽譜』に登場するソプラノ歌手・秋庭怜子の歌声を担当
- 熊本の雑誌mocos 2012年11月号記事掲載
- 熊本の高橋酒造、焼酎「しろ美人」のPV出演
- 光文社の雑誌『美ST』
  - 2014年2月号記事掲載
  - 2014年6月号記事掲載
  - 2014年8月号記事掲載
  - 2014年10月号記事掲載
  - 2014年11月号記事掲載
  - 2015年1月号記事掲載
- 2018年8月5日熊本日日新聞「熊本復興支援コンサート」インタビュー（5日朝刊・4面）
- 2018年10月24日熊本大学教育学部附属中学校 東京同窓会　特設サイトインタビュー

## 録音
- CD「祈り」（株）トウキョウ・アンサンブル・ギルド
- CD 東京レディース・シンガーズ「アヴェ・マリア〜祈りと癒しの歌」ソロで「ピエ・イェズ～レクイエムより」キングレコード
- CD 名探偵コナン・戦慄の楽譜 サウンドトラック 「アメイジング・グレイス」を録音